# Friedrich-Alfred-Krupp-Denkmal

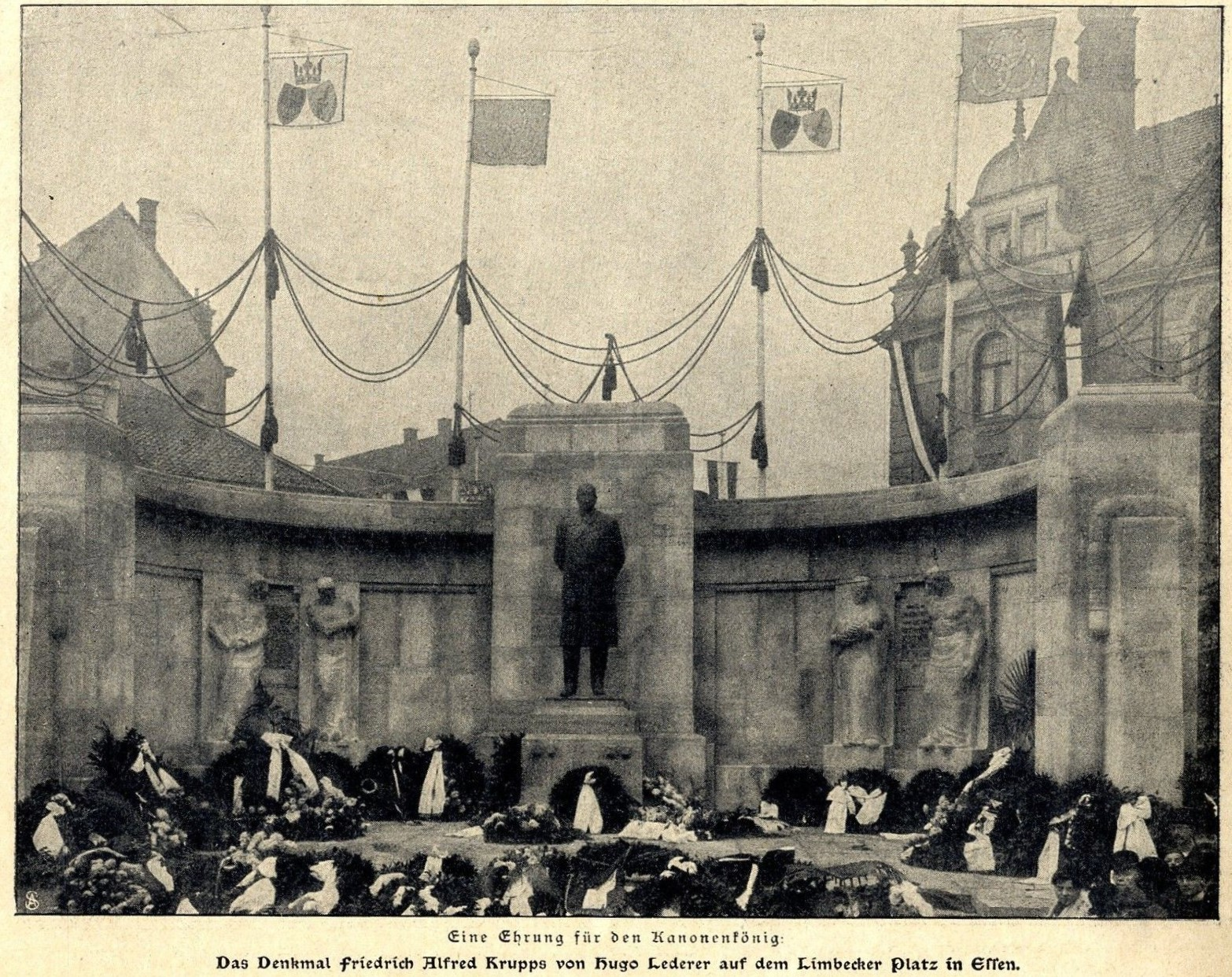
Friedrich-Alfred-Krupp-Denkmal auf dem Limbecker Platz, 1907

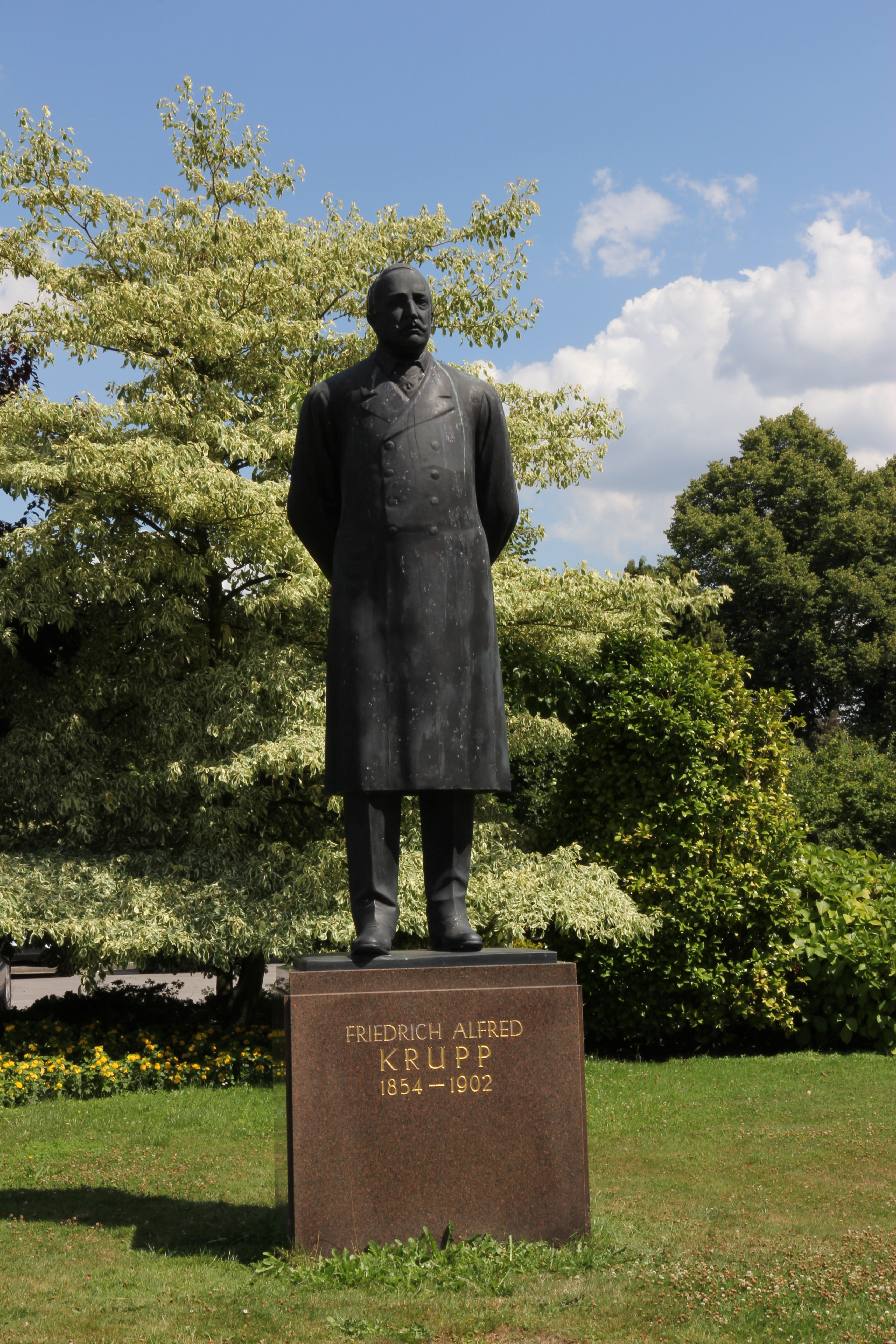
Statue heute im Park der Villa Hügel

Das Friedrich-Alfred-Krupp-Denkmal in Essen erinnert an den Großindustriellen Friedrich Alfred Krupp (1854–1902), der die Krupp-Gussstahlfabrik nach dem Tod seines Vaters Alfred Krupp übernahm. Dieser baute sie zuvor zum damals größten Industrieunternehmen Europas, der Friedrich Krupp AG, aus. Sie ging 1999 in der heutigen ThyssenKrupp AG auf.
Friedrich Alfred Krupp hatte dem Stahlunternehmen zu weiterem wirtschaftlichen Erfolg verholfen und wurde 1896 Ehrenbürger der Stadt Essen.

## Geschichte

### Standorte
Das Friedrich-Alfred-Krupp-Denkmal wurde am 17. November 1907 auf dem Limbecker Platz im Essener Stadtkern gegenüber dem Krupp-Hotel Essener Hof enthüllt, um mit der räumlichen Nähe zwischen den Krupp-Werken im heutigen Westviertel und der eigentlichen Stadt Essen die enge Verbundenheit beider zu symbolisieren. Es musste 1937 in seiner Gesamtheit wegen einer neuen Verkehrsführung weichen, so dass es nahe der Erlöserkirche außerhalb der damaligen Stadtmitte aufgestellt wurde. Im Zweiten Weltkrieg blieb zwar die Bronzestatue erhalten, jedoch wurde die Architektur des Denkmals zerstört. Die originale Statue befindet sich heute im Park der Villa Hügel.

### Gestaltung des Denkmals
Finanziert durch Spendensammlungen der Krupp´schen Werksangehörigen, durch Freunde Krupps und durch Mittel der Stadt Essen, beauftragte das Denkmalkomitee hochrangige Künstler, ihre Entwürfe einzureichen. Es sollte ein monumentales Kunstwerk [werden], welches der Bedeutung des Verstorbenen in späterer Zeit noch ebenso gerecht wird, als zu unserer Zeit, so die Forderung des Komitees. Der dritte Entwurf des Berliner Bildhauers Hugo Lederer erhielt am 3. Dezember 1905 die Zustimmung des Denkmalkomitees.
In der Stadtverordnetenversammlung vom 15. Mai 1903 wurde die Errichtung des Denkmals am Limbecker Platz beschlossen, ebenso, dass die Stadt die Kosten für die Herrichtung des Platzes und des Fundaments übernimmt. Die Kosten dazu wurden mit 20.000 Mark angesetzt. Ebenso wurden 50.000 Mark für den Denkmalfond bewilligt. Die Vorarbeiten auf dem Limbecker Platz begannen am 13. April 1907 und waren am 22. Juni des Jahres abgeschlossen. Im Juli des Jahres hatte der Künstler Hugo Lederer das Modell der Hauptfigur fertiggestellt. Auch die beiderseits je zwei Begleitfiguren, die Krupp flankieren sollen, waren bereits in Lederers Atelier aus Muschelkalk weitestgehend fertig. Die seit Pfingsten 1907 ruhenden Arbeiten auf dem Limbecker Platz wurden im September wieder aufgenommen, in dem ein Hebelkran die Steinblöcke im Halbkreis auf die etwa eineinhalb Meter hohe Sockelmauer hievte. Mitte Oktober des Jahres waren die Aufbauarbeiten am Denkmal weitestgehend abgeschlossen, so dass mit der Aufstellung der Haupt- und Nebenfiguren begonnen werden konnte.
Auf einem halbkreisförmigen Grundriss bildete eine aus Muschelkalk bestehende Mauer den Hintergrund für die Bronzestatue, die Friedrich Alfred Krupp überlebensgroß darstellte. Die Anlage stand auf einem Podest, das man über einige Stufen erreichen konnte. 
Die Statue war zu beiden Seiten von zwei Begleitfiguren flankiert; links waren es zwei Arbeiter und rechts eine Frau mit einem Säugling auf dem Arm und ein Mann.
Zwischen den beiden linken Figuren der Arbeiter befand sich die Inschrift:
Friedrich / Alfred Krupp / 1854–1902 / stand seit / 1887 / an der Spitze / der Werke / Die Schöpfung / seines Vaters / treu pflegend / und / weiterbauend
Zwischen den beiden rechten Figuren der Mutter mit Kind und dem Mann befand sich die Inschrift:
In / Dankbarkeit / Die / Angehörigen / seiner Werke / Die Vaterstadt / Die Freunde / 1907
Ursprünglich waren die Kosten auf 120.000 Mark veranschlagt, tatsächlich wurden am Ende 152.000 Mark abgerechnet. Die Differenz wurde durch weitere Spenden von Werksangehörigen ausgeglichen.

### Enthüllung
Zur feierlichen Enthüllung am 17. November 1907 war neben Mitgliedern der Familie Krupp und Werksangehörigen auch ein von Kaiser Wilhelm II. entsandter Vertreter, Generaladjutant Friedrich von Scholl, anwesend. Die Rede hielt der Krupp-Manager Ludwig Klüpfel, der als Leiter der unternehmenseigenen Wohlfahrtseinrichtungen bei der Arbeiterschaft angesehen war. Im Namen der Stadt nahm Oberbürgermeister Wilhelm Holle das Denkmal entgegen.
Aufgrund der begrenzten Größe des Limbecker Platzes konnten nur 25 Prozent der Werksangehörigen an den Feierlichkeiten teilnehmen, wobei insbesondere Jubilare und diejenigen, die vor dem Todestag Friedrich Alfred Krupps, also dem 22. November 1902, bereits auf der Gussstahlfabrik beschäftigt waren, berücksichtigt wurden. Zudem erhielten die dem Denkmal gegenüberliegenden Häuser, die im Besitz der Firma Krupp waren, nur für die Enthüllungsfeier einen neuen Anstrich.

### Schenkung durch Margarethe Krupp
Friedrich Alfred Krupps Witwe Margarethe Krupp schenkte der Stadt Essen aus Dankbarkeit über das Denkmal 200 Morgen Land im Wert von 500.000 Mark aus ihrem Grundbesitz in Rüttenscheid. Daran war die Auflage gebunden, diese Wald- und Talstreifen [...] dauernd als öffentliche Anlagen und [für] Spaziergänge zu verwenden. Den Werksangehörigen schenkte sie weitere 500.000 Mark zur Verwendung für die Förderung der Gesundheitspflege unter den Werksangehörigen und ihren Familien.